# Швеція на зимових Олімпійських іграх 1998
Швеція взяла участь у Зимових Олімпійських іграх 1998 року у Наґано (Японія) увісімнадцяте за свою історію, і завоювала дві срібні та одну бронзову медалі. Швеція брала участь у всіх зимових олімпіадах. Країну представляли 99 спортсменів у 10 видах спорту.

## Срібло
- Гірськолижний спорт, жінки — Пернілла Віберг.
- Лижні гонки на зимових Олімпійських іграх 1998, чоловіки — Ніклас Юнссон.

## Бронза
- Керлінг, жінки: Елізабет Густафсон, Маргарета Ліндаль, Луїз Мармонт, Катаріна Нюберг, Елізабет Перссон.